# Англо-испанская война (1804—1809)
Англо-испанская война 1804—1809 годов (исп. Guerra anglo-española (1804—1809)) — вооружённый конфликт эпохи Наполеоновских войн. Испания при поддержке Франции противостояла Великобритании.
В соответствии с условиями тайного договора Испания должна была ежегодно платить 72 млн франков Франции до тех пор, пока сама не объявит войну Великобритании. Британцам стало известно о договоре, и стало вполне вероятно, что Испания объявит войну Британии вскоре после прибытия кораблей с сокровищами из южноамериканских колоний. У мыса Санта-Мария британский флот атаковал испанскую эскадру из четырех фрегатов, перевозившую средства и товары из Америки. Один из кораблей был потоплен, остальные взяты в плен.
В ответ 14 декабря 1804 года Испания официально объявила войну Великобритании. Испанскому флоту пришлось помочь Франции в ее плане вторжения в Великобританию и отвлечь британские корабли, чтобы позволить наполеоновским армиям пересечь Ла-Манш. Однако поражения союзников при Финистерре (22 июля 1805 г.) и Трафальгаре (21 октября 1805 г.) привели к провалу планов Наполеона.
Между 1806 и 1807 годами Великобритания попытались захватить испанские владения Рио-де-ла-Плата в Южной Америке. В 1806 году Буэнос-Айрес был оккупирован англичанами на 45 дней, а в 1807 году пал Монтевидео. Однако эти вторжения удалось отбить войскам наместничества и благодаря поддержке самого населения, поднявшегося против захватчиков.
В 1807 году Мануэль Годой подписал с Наполеоном договор в Фонтенбло о разрешении свободного прохода через Испанию французских войск для совместного вторжения в Португалию, союзницу британцев. Однако французские войска заняли позиции в главных испанских городах. В марте 1808 года в результате мятежа в Аранхуэсе король Испании Карл IV отрекся от престола в пользу своего сына Фердинанда VII. В мае того же года последовательное отречение обоих монархов в Байонне в пользу Наполеона возвело на испанский престол Жозефа Бонапарта, брата императора. Однако после народных восстаний против французов и отказом испанских институтов признать отставку Фердинанда VII (11 августа Совет Кастилии признал отречение недействительным) началась испанская война за независимость.

Война с Францией сделала Британию союзницей испанцев, однако Испания и Великобритания еще не подписали мир. Британский министр иностранных дел Джордж Каннинг сказал:
Забудем о войне между Испанией и Великобританией. Любая нация, сопротивляющаяся непомерной мощи Франции, немедленно, вне зависимости от того, что у нас с ней было раньше, становится естественным союзником Великобритании.
 По этой причине Центральная верховная хунта, которая управляла Испанией вместо короля в период французской оккупации поручила послу в Великобритании Хуану Руису де Аподаке вести мирные переговоры.
Конфликт формально закончился 14 января 1809 года подписанием между британским правительством и Центральной верховной хунтой мирного договора и создании союза для борьбы против Наполеона.